# .my
.my là tên miền quốc gia cấp cao nhất (ccTLD) của Malaysia. Trung tâm Thông tin Mạng Malaysia (MYNIC) hiện là cơ quan đăng ký và nơi đăng ký tên miền, tính tiền đăng ký, hóa đơn, quản lý hệ thống, và các chính sách và hoạt động của tên miền. MYNIC trước đây là một nhánh của MIMOS Berhad, một công ty nhà nước chuyên nghiên cứu và phát triển, trước khi nó thành tổng công ty vào ngày 24 tháng 5, 2006.

## Tên miền cấp 2
- .com.my, dành cho tổ chức hoặc hoạt động thương mại
- .net.my, tổ chức hoặc hoạt động liên quan đến mạng
- .org.my, tổ chức hoặc hoạt động không rơi vào các loại trên
- .gov.my, chỉ cho các tổ chức chính phủ Malaysia
- .edu.my, chỉ cho tổ chức giáo dục Malaysia
- .mil.my, chỉ cho tổ chức quân sự Malaysia
- .name.my, chỉ dùng cho cá nhân người Malaysia